# REOL
REOL (стилизованно RΞOL) — японский музыкальный коллектив, состоявший из певицы Reol, композитора Гиги и режиссёра и продюсера фильмов Окику. Изначально участники REOL вели сольную карьеру, однако в марте 2016 года они совместно подписали контракт с лейблом Toy’s Factory, взяв псевдоним Reol в качестве названия для проекта. Дебютный альбом группы под названием Sigma был выпущен 19 октября 2016 года. В конце октября 2017 года, после выпуска мини-альбома Endless EP и проведения двух концертных выступлений, коллектив распался.

## История

### Ранние релизы иSigma
До основания коллектива года Reol и Гига (Giga) работали вместе, создавая музыку и вокальные партии для некоторых японских вокалоидов, включая Мику Хацунэ. Их первым альбомом стал No Title, выпущенный 17 августа 2014 года лейблом Celo Project. Также Reol и Окику (Okiku), которая является арт-директором, были давними подругами и периодически сотрудничали в выпуске видеоклипов и подготовке релизов певицы. В 2015 году Reol выпустила свой дебютный альбом под названием Gokusaishiki, который вошёл в десятку еженедельного чарта Oricon.
В марте 2016 года Reol, Гига и Окику подписали с лейблом Toy’s Factory контракт, сформировав коллектив под названием REOL, по псевдониму Reol. Участники группы продолжали не раскрывать свою внешность: так, они изображали себя, используя картинки в стиле аниме и тиби. 18 августа 2016 года был анонсирован выпуск альбома Sigma, который состоялся 19 октября. До выпуска группа опубликовала видеоклипы к трём композициям из альбома: «ChiruChiru», «Give Me a Break Stop Now» и «YoiYoi Kokon».

### Выпуск мини-альбома и распад
1 августа 2017 года участники REOL объявили о распаде группы, который произошёл в октябре после проведения двух заключительных концертных выступлений. 11 октября коллектив выпустил мини-альбом Endless EP (яп. エンドレスEP Эндорэсу EP), в который вошли четыре песни. После распада коллектива его участники продолжили сотрудничество.

## Дискография

### Альбомы
| Год  | Детали                                                                        | Позиции в чартах | Позиции в чартах |
| Год  | Детали                                                                        | ЯПО              | США              |
| ---- | ----------------------------------------------------------------------------- | ---------------- | ---------------- |
| 2016 | Sigma - Дата выпуска: 19 октября - Формат: CD, CD и DVD, цифровая дистрибуция | 8                | 9                |
| 2017 | Endless EP - Дата выпуска: 11 октября - Формат: цифровая дистрибуция          |                  |                  |